# O patriotismo é o último refúgio do canalha

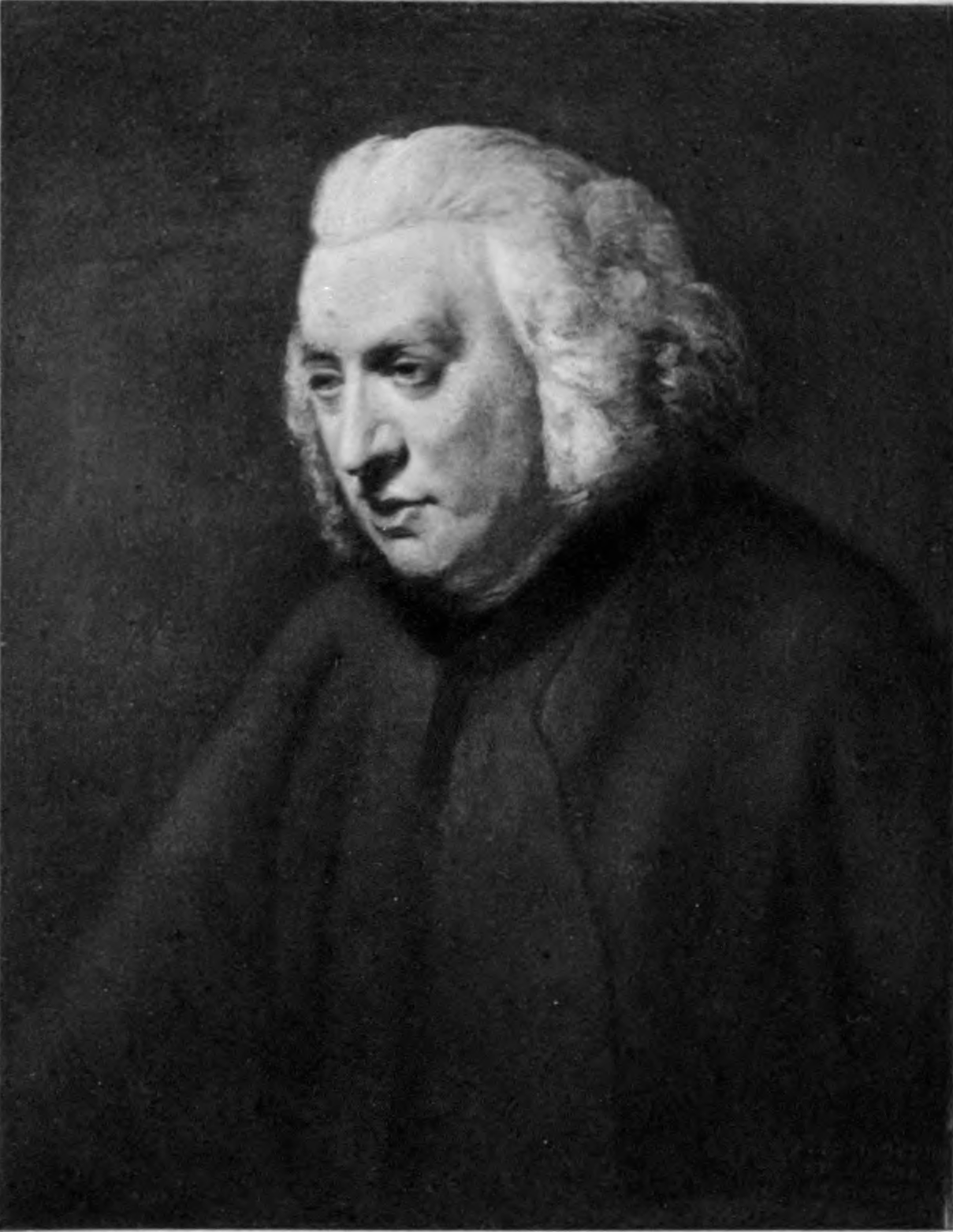
A frase é atribuída ao literato inglês Samuel Johnson.

"O patriotismo é o último refúgio do canalha" (no original, em inglês: patriotism is the last refuge of a scoundrel) é uma conhecida frase do literato inglês Samuel Johnson. 

## Origem
A frase foi registrada pelo amigo e pupilo de Samuel Johnson, James Boswell, em Life of Samuel Johnson, amplamente reconhecida como a mais grandiosa biografia jamais escrita em língua inglesa. Ela teria sido proferida na tarde de 7 de abril de 1775.

## Significado
Em seu registro inicial, Boswell comentou que Johnson não se referia ao "amor real e generoso" pela pátria, mas ao "pretenso patriotismo que tantos, em todas as épocas e países, têm usado como um manto para  os  próprios interesses".
Como já se colocou, portanto, a frase de Johnson referia-se aos canalhas, e não ao patriotismo em particular. Em um nível mais superficial, ela observa que o patriotismo é um conceito que pode ser facilmente manipulado, e por todo tipo de indivíduo; ao apresentarem-se como patriotas, até mesmo canalhas podem prosperar. E, em um nível mais profundo, ela refere-se à tendência acentuada de que, quando confrontados, canalhas demonstrem um devotamento patriótico falso a fim de explorar esse sentimento alheio e, por meio dele, avançar seus interesses e proteger-se aos olhos do público.